# Modern Times (musikgrupp)
Modern Times var en musikgrupp som bestod av Simone Weis och Jimmy Martin, vilka representerade Luxemburg i Eurovision Song Contest 1993 med låten "Donne-moi une chance". Bidraget slutade på 20:e plats med 11 poäng.